# بلوتو (علم الأحياء)
في علم الأحياء ، بلوتو (بالإنجليزية: BLOTTO )‏ هو عبارة عن مادة متفاعلة مانعة مصنوعة من الحليب المجفف منزوع الدسم، محلول الفوسفات الملحي المقاوم للتغير في درجة الحموضة pH ، وأزيد الصوديوم . وأسمه هو اختصار لـ «محسن تقنية تحويل لبن الأبقار» . وهو يشكل مصدر غير مكلف لبروتين غير محدد (كازين الحليب) والذي يغلق مواقع ارتباط البروتين في مجموعة متنوعة من النماذج التجريبية، ولاسيما في البقع الجنوبية، البقع الغربية، وإليزا (ELISA) . وقد تم تقرير استخدامه لأول مرة عام 1984 م بواسطة مختبر جونسون وإلدر بمعهد سكريبس. وقبل عام 1984 م، فإن البروتينات المنقاة جزئياً مثل ألبومين المصل البقري، زلال البيض، أو الجيلاتين من أنواع متعددة قد تم استخدامها كمواد متفاعلة معرقلة ولكن كان بها عيب يتمثل في أنها باهظة التكاليف.